# Luis Espinel
Luis Fernando Espinel Lalama (Quito, Pichincha, Ecuador, 30 de junio de 1967) es un entrenador ecuatoriano de fútbol. Actualmente es entrenador de Búhos ULVR Fútbol Club la Serie B de Ecuador.

## Trayectoria
Espinel fue asistente de Sixto Vizuete en la selección de Ecuador, la selección sub-20 de Ecuador y El Nacional antes de ser nombrado entrenador del Imbabura en la Serie B en octubre de 2012. Sin embargo, dejó el cargo casi un mes después. 
Para 2012 junto a Sixto Vizuete tomaron las riendas de El Nacional aunque luego Vizete salió de los militares, Espinel se quedó como el segundo entrenador del uruguayo Mario Saralegui en tres juegos, cuando salió del club para ser el primer entrenador del Imbabura hasta el final de la temporada en su primera experiencia como estratega principal. 
Espinel estuvo a cargo de Liga de Portoviejo durante la campaña de 2013. Al año siguiene, precisamente  en el mes de enero fue nombrado entrenador del Macará pero dejó el club en abril y regresó al Imbabura en noviembre para las últimas tres rondas de la temporada; evitó por poco el descenso y se marchó en diciembre de 2015 después de un cómodo final en la mitad de la tabla. 
Nombrado al frente de Manta para la campaña de 2016, Espinel dejó el club en agosto. Fue presentado como entrenador de Mushuc Runa en enero de 2017, pero se fue en junio para regresar al Imbabura por un tercer período. 
El 26 de marzo de 2018 fue nombrado al frente del Clan Juvenil. Dejó el club justo antes del final de la temporada y fue nombrado a cargo del América de Quito en mayo de 2019 en reemplazo de Francisco Xavier Correa. No obstante el 21 de noviembre del mismo hizo pública su renuncia tras una discusión con el futbolista Onofre Mejía.
En el 2020 tomó el timón del Cumbayá para disputar la Segunda Categoría de Ecuador, con el cual consiguió el ascenso a la Serie B 2021 al quedar subcampeón. 
En marzo de 2021 fue nombrado al frente del Deportivo Quito también en la Segunda Categoría de Ecuador, pero dejó el club el 5 de agosto para tomar las riendas de Olmedo en la Serie A de Ecuador para salvarlo del descenso.

## Clubes

### Como asistente técnico
| Club                 | País    | Año       | Asistente de                    |
| -------------------- | ------- | --------- | ------------------------------- |
| Selección de Ecuador | Ecuador | 2007-2010 | Sixto Vizuete                   |
| El Nacional          | Ecuador | 2012      | Sixto Vizuete y Mario Saralegui |

### Como entrenador principal
| Club               | País          | Año  |
| ------------------ | ------------- | ---- |
| Imbabura           | Ecuador       | 2012 |
| Liga de Portoviejo | 2013          |      |
| Macará             | 2014          |      |
| Imbabura           | 2014-2015     |      |
| Manta              | 2016          |      |
| Mushuc Runa        | 2017          |      |
| Imbabura           | 2017          |      |
| Clan Juvenil       | 2018          |      |
| América de Quito   | 2019          |      |
| Cumbaya            | 2020-2021     |      |
| Deportivo Quito    | 2021          |      |
| Olmedo             | 2021          |      |
| Cumbayá            | 2022          |      |
| Búhos ULVR         | 2023-presente |      |

## Palmarés

### Campeonatos nacionales
| Título                                        | Club    | País    | Año  |
| --------------------------------------------- | ------- | ------- | ---- |
| Subcampeón de la Segunda Categoría de Ecuador | Cumbaya | Ecuador | 2020 |